# 2018年冬季残疾人奥林匹克运动会澳大利亚代表团
2018年冬季残疾人奥林匹克运动会澳大利亚代表团是澳大利亚派出的2018年冬季残疾人奥林匹克运动会代表团。获得1枚金牌和3枚铜牌。